# Thomas Agerfeldt Olesen
Thomas Agerfeldt Olesen (født 1969) er cellist og komponist.
Thomas Agerfeldt Olesen er uddannet på Det Jyske Musikkonservatorium. Har studeret komposition hos Poul Ruders, Karl Aage Rasmussen, Olav Anton Thommesen, Henryk Gorecki i Polen og Bent Sørensen. Thomas Agerfeldt Olesen er medstifter og indtil 2007 leder af SPOR festivalen i Aarhus.

## Hæder
- 1997 – Statens Kunstfonds treårige arbejdslegat.
- 2011 – Carl Nielsens Hæderspris.
- 2013 – Statens Kunstfonds Pris for Musikdramatisk Komposition 2013 (for The Picture of Dorian Gray), Haakon Børresens Legat 2013, Laurens Bogtman Fondens Hæderspris 2013, Dansk Komponistforenings Legat 2013
- 2014 – Carl Prisen; årets klassiske komponist, stort ensemble (for The Picture of Dorian Gray)
- 2019 – Statens Kunstfonds livsvarige hædersydelse[2]

## Ekstern henvisning
Thomas Agerfeldt med tak til Skt. Caecilia